# David Meul
David Meul (Beveren, 3 luglio 1981) è un ex calciatore belga, di ruolo portiere.

## Carriera
Ha giocato nella massima serie dei campionati belga e olandese.

## Palmarès

### Club

#### Competizioni nazionali
- Eerste Divisie: 1

Willem II: 2013-2014